# Footlight Parade
Footlight Parade är en amerikansk pre-kod musikalfilm från 1933 i regi av Lloyd Bacon. I huvudrollerna ses James Cagney, Joan Blondell, Ruby Keeler och Dick Powell. Filmen är baserad på en berättelse av Robert Lord och Peter Milne. För filmens koreografi av musikaliska nummer stod Busby Berkeley. Filmens sånger är bland annat skrivna av Harry Warren och inkluderar "By a Waterfall", "Honeymoon Hotel" och "Shanghai Lil". Filmen hade svensk premiär den 1 augusti 1934. 

## Rollista
- James Cagney - Chester Kent
- Joan Blondell - Nan Prescott
- Ruby Keeler - Bea Thorn
- Dick Powell - Scott "Scotty" Blair
- Frank McHugh - Francis
- Ruth Donnelly - Harriet Bowers Gould
- Guy Kibbee - Silas "Si" Gould
- Hugh Herbert - Charlie Bowers
- Claire Dodd - Vivian Rich
- Gordon Westcott - Harry Thompson
- Arthur Hohl - Al Frazer
- Renee Whitney - Cynthia Kent
- Paul Porcasi - George Apolinaris
- Philip Faversham - Joe Barrington
- Herman Bing - Fralick
- Billy Barty - Mouse och Little Boy
- Hobart Cavanaugh - Title-Thinkerupper

## Musikaliska nummer i filmen
- "Honeymoon Hotel", musik: Harry Warren, text: Al Dubin
- "Shanghai Lil", musik: Harry Warren, text: Al Dubin
- "By a Waterfall", musik: Sammy Fain, text: Irving Kahal
- "My Shadow", musik: Sammy Fain, text: Irving Kahal
- "Ah, the Moon Is Here", musik: Sammy Fain, text: Irving Kahal
- "Sitting on a Backyard Fence", musik: Sammy Fain, text: Irving Kahal